# Češka kruna
Češka kruna (češki: koruna česká, Kč) je valuta u Češkoj Republici. Po standardu ISO 4217 njezina oznaka je CZK. Manja vrijednost su haleri (nisu u optjecaju). Češka kruna uvedena je 8. veljače 1993.
U optjecaju su kovanice od 1, 2, 5, 10, 20 i 50 kruna i novčanice od 100, 200, 500, 1000, 2000 i 5000 kruna.

CZK izdaje Češka narodna banka.

## Vanjske poveznice
- Češke novčanice  Arhivirana inačica izvorne stranice od 8. rujna 2008. (Wayback Machine)
- Češke kovanice  Arhivirana inačica izvorne stranice od 5. rujna 2013. (Wayback Machine)

### Tečaj
| Yahoo! Finance: | AUD CAD CHF EUR GBP HKD JPY USD |
| XE.com:         | AUD CAD CHF EUR GBP HKD JPY USD |